# Robert Cormier
Robert Edmund Cormier (Leominster, Massachusetts, 17 de enero de 1925-Boston,  2 de noviembre de 2000) fue un escritor estadounidense de literatura juvenil.

## Biografía
Nació en Leominster, Massachusetts. Vivió allí toda su vida, se casó, y tuvo tres hijas y un hijo. Fue reportero y columnista durante treinta años. 
Siendo estudiante de primer año en la Universidad de Fitchburg escribió su primera historia corta, que fue publicada cuando un profesor suyo la envió a una revista católica nacional, sin que él lo supiera, recibiendo 75 dólares a cambio.[cita requerida]
Cormier comenzó su carrera profesional en la radio. Empezó a dedicarse por completo a la escritura tras el éxito de su primera novela para adolescentes, La Guerra del Chocolate.
Siempre estuvo preocupado por los problemas de la gente joven en la sociendad moderna, algo que reflejó en sus libros. Pronto estableció una reputación como un escritor brillante. Recibió numerosos premios, tanto por su labor en la escritura juvenil como por su trabajo como columnista.

## Obras
- The Bumblebee Flies Anyway (Los abejorros vuelan de todos modos).
- The Chocolate War (La guerra del chocolate).
- In the Middle of the Night (En medio de la noche).
- After the first Death (Después de la primera muerte).
- Fade (Desteñido).
- I am the Chesse (Yo soy el queso).
- Tunes for Bears to Dance to (Melodías para que los osos bailen).
- We All Fall down (Todos nos caemos).
- Heroes (Héroes)